# حرارة سالبة

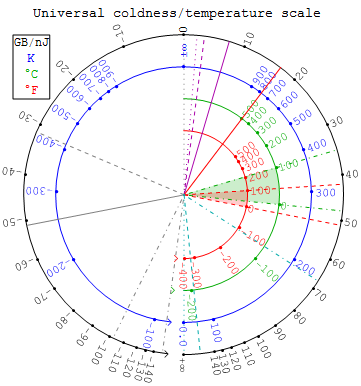

في الفيزياء، تستطيع بعض الأنظمة تحصيل قيم حرارة سالبة، أي أن حرارة ديناميكا حراريتها يمكن أن تكون كمية سالبة. يمكن التعبير عن قيم الحرارة السالبة بأرقام سالبة على مقياس كلفن.
إن قيم الحرارة التي يتم التعبير عنها بأرقام سالبة على مقاييس الدرجة المئوية أو الفهرنهايت المألوفة هي ببساطة أبرد من نقاط الصفر لهذه المقاييس. بالمقابل فإن نظام بدرجة فعلية سالبة ليس أبرد من الصفر المطلق, بل من المستحيل وجود درجات حرارة أكثر برودة من الصفر المطلق من التعريف. ولكن بتعبير آخر نقول أن نظاما ذا حرارة سالبة هو أعلى حرارة من أي نظام له حرارة موجبة (بالمعنى أنه إذا اتصل نظام سالب الحرارة بآخر موجب الحرارة فإن الحرارة سوف تنتقل من النظام سالب الحرارة إلى النظام موجب الحرارة).
غالبية الأنظمة المعروفة غير قادرة على تحصيل درجات حرارة سالبة، لأن إضافة طاقة يزيد من إنتروبيا هذه الأنظمة دائما. ومع ذلك فإن بعض الأنظمة تمتلك طاقة عظمى أكثر من ما تحتمل، عندما تقتر من تلك الطاقة الأعظمية فإن إنتروبيتها تبدأ بالتناقص. نظرا لتعريف الحرارة بالعلاقة بين الطاقة والإنتروبي، فإن حرارة هكذا نظام تصبح سالبة حتى مع إضافة الطاقة. من أمثلة الحرارة السالبة: الغزل النووي والليزر.